# Воробьёвка (хутор, Вязниковский район)
Воробьёвка — упразднённый в 1986 году хутор в Вязниковском районе Владимирской области России. Входил на год упразднения в состав Пролетарского сельсовета. Фактически вошёл в состав деревни Воробьёвка. Ныне территория вне населённого пункта Паустовского сельского поселения.

## География
Хутор располагался к северо-востоку от деревни Воробьёвка.

## История
Решением Владимирского областного Совета народных депутатов № 319 от 16.05.1986 с д. Воробьёвка объединён хутор Воробьёвка.

## Инфраструктура
Личное подсобное хозяйство.

## Транспорт
К хутору шла просёлочная дорога от деревни Воробьёвка.